# Roca de l'Andreu
La Roca de l'Andreu o Roca del Caçador es troba al Parc de la Serralada Litoral, concretament a Premià de Dalt (el Maresme), la qual es veu des de molts punts del poble tot mirant a muntanya.
Es tracta d'una petita zona d'escalada amb un grapat de vies curtes i difícils en la seua majoria, la qual presideix, imponent, Premià de Dalt. El camí d'accés duu a la part superior, però cal baixar a la base per a veure-la en tota la seua dimensió. Els encontorns eren vinya als anys cinquanta. Abans de la roca trobarem una barraca de vinya i la Mina de Can Mus, ambdós a la part alta del camí. Aquest amuntegament de blocs de granit és envoltat d'un dens bosc.
És ubicada a Premià de Dalt: a la banda nord de l'esplanada de la Cadira del Bisbe surt un camí planer en direcció NE que duu a la roca, situada a uns 370 m (cal procurar mantindre el nivell i ignorar els corriols que baixen al poble i que ens podríem confondre). Coordenades: x=445029 y=4596125 z=232.